# 賽普里斯克里克鎮區 (北卡羅萊納州富蘭克林縣)
賽普里斯克里克鎮區（英語：Cypress Creek Township）是位於美國北卡羅萊納州富蘭克林縣的一個鎮區。

## 地方資料
賽普里斯克里克鎮區的面積為92.72平方千米，皆為陸地。根據2020年美國人口普查的數據，當地共有人口4975人，而人口密度為每平方千米53.66人。